# Футшток

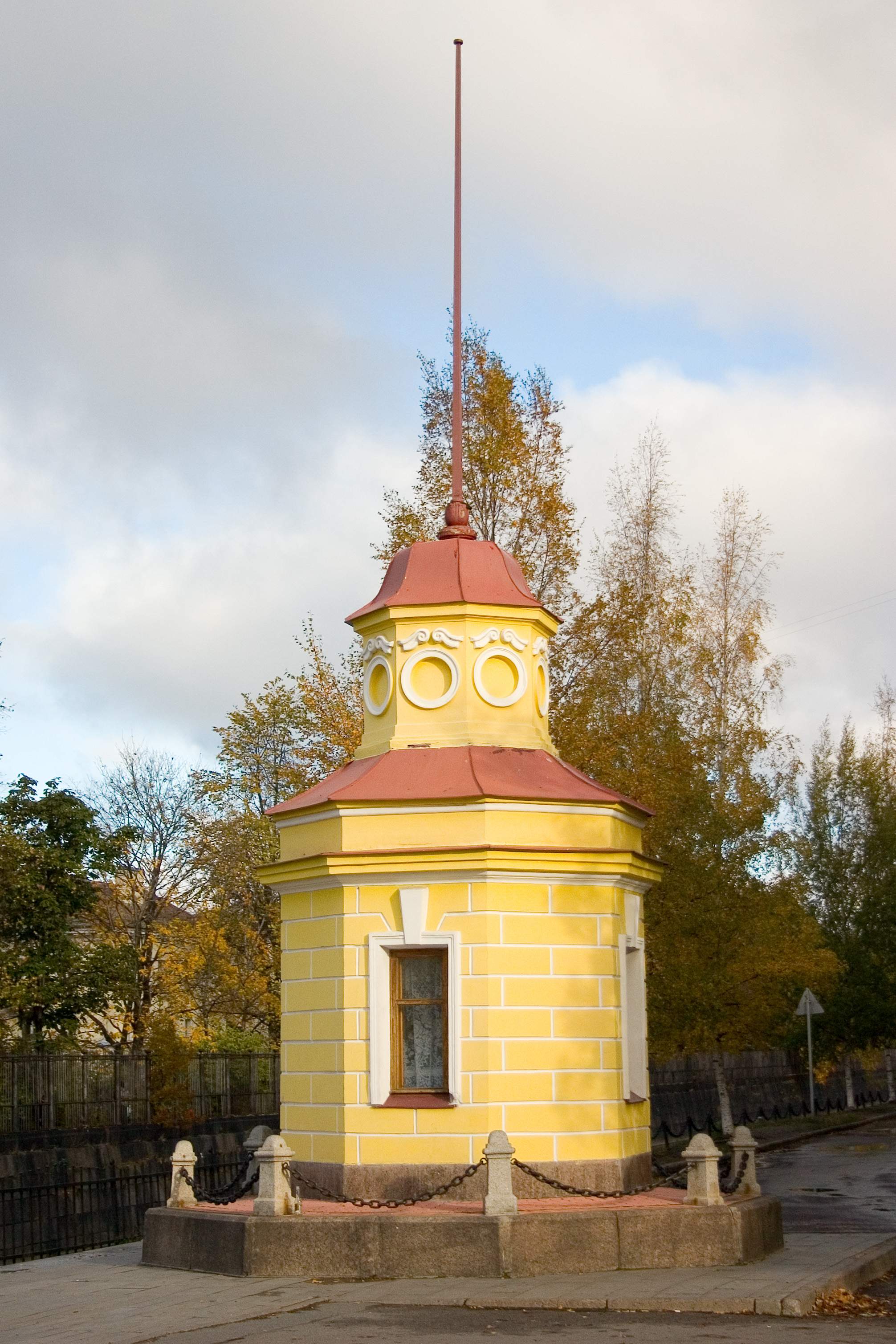
Кронштадтский футшток

Системы высот в Европе. Красные точки — их нулевые отметки, включая футштоки

Футшто́к (от нем. Fußstock или нидерл. voetstok) — уровнемер в виде рейки (бруса) с делениями, установленный на водомерном посту для наблюдения и точного определения уровня воды в море, реке или озере. Судя по названию, уровень обычно измеряется в футах (1 фут равен примерно 305 мм).
Футштоки часто используют в качестве геодезического опорного пункта. Так, Кронштадтский футшток выбран глобальным геодезическим опорным пунктом и закрепляет нулевую отметку высоты в Балтийской системе высот, Марсельский футшток определяет нулевой уровень для Франции, амстердамский — для многих стран Северной Европы, и так далее.
Используя морские, речные, озёрные футштоки, проводят наблюдения для решения местных технических задач, возникающих, например, при строительстве портов и различного рода гидротехнических сооружений.
Материалы наблюдений на футштоках совместно с материалами нивелирования между футштоками используются для определения разности уровня морей и изучения вертикальных движений земной поверхности, вызванных движениями литосферных плит.
В России футшточная служба была создана в 1707 году.